# Nagroda im. Józefa Kocurka
Nagroda im. Józefa Kocurka – coroczna nagroda ustanowiona w 2012 roku, przyznawana za działalność społeczną na rzecz Katowic.

## Historia
Miejską nagrodę upamiętniającą samorządowca Józefa Kocurka ustanowił specjalnym zarządzeniem 28 sierpnia 2012 roku prezydent Katowic Piotr Uszok. Nagroda przyznawana jest corocznie za działalność społeczną na rzecz społeczności miasta. Nagrodę w postaci statuetki i pamiątkowego dyplomu zwyczajowo wręcza prezydent. Kandydatów do nagrody, na podstawie wniosków wyłania specjalna komisja, w której skład oprócz przedstawicieli urzędu miasta wchodzi żona Józefa Kocurka, Dorota. Wnioski mogą składać mieszkańcy miasta, organizacje i jednostki miejskie. W 2019 roku przyjęto nowy regulamin nagrody.

## Osoby uhonorowane
| Rok  | Osoba                       | Działalność                                                                                         | Źr.   |
| ---- | --------------------------- | --------------------------------------------------------------------------------------------------- | ----- |
| 2012 | Eugeniusz Poloczek          | prezes Trzeźwościowego Stowarzyszenia Kulturalno-Turystycznego w Katowicach                         | [ 2 ] |
| 2013 | s. Anna Bałchan             | założycielka i prezes Stowarzyszenia Po-MOC dla Kobiet i Dzieci im. Marii Niepokalanej w Katowicach | [ 2 ] |
| 2014 | Bogdan Nowak                | społecznik z Ligoty                                                                                 | [ 2 ] |
| 2015 | Jadwiga Charyga             | społeczniczka z Bogucic                                                                             | [ 2 ] |
| 2016 | Bolesław Bobrzyk            | społecznik i edukator z Panewnik                                                                    | [ 2 ] |
| 2017 | Elżbieta Zacher             | działaczka z Nikiszowca                                                                             | [ 2 ] |
| 2018 | Hufiec ZHP Katowice         | | [ 2 ] |
| 2019 | Ignacy Walenty Nendza       | alpinista, społecznik z Wełnowca                                                                    | [ 2 ] |
| 2020 | Erwin Grzegorzek            | katowicki społecznik zakładający zieleńce                                                           | [ 2 ] |
| 2021 | Jolanta Grabowska-Markowska | prezeska hospicjów                                                                                  | [ 2 ] |
| 2022 | Marian Stolecki             | działacz abstynencki                                                                                | [ 2 ] |
| 2023 | Mikołaj Rykowski            | pomysłodawca stacj. Wigilii i Śniadań Wielkanocnych dla Samotnych, zał. sklepów socjalnych          | [ 2 ] |
| 2024 | Józef Zawadzki              | radny miasta Katowice, wspierający potrzebujące dzieci oraz osoby niepełnosprawne                   | [ 3 ] |